# Miecz poświęcany

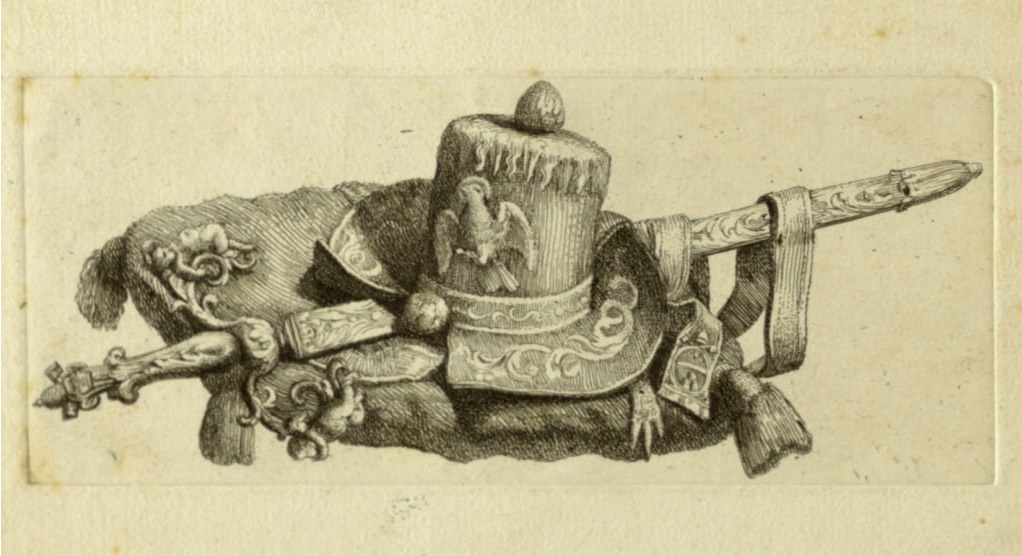
Miecz i kapelusz poświęcany

Miecz poświęcany, miecz papieski – ceremonialny miecz posyłany przez papieża wraz z ozdobnym kapeluszem z aksamitu i pasem rycerskim władcom, wodzom i arystokratom katolickim, którzy zasłużyli się chrześcijaństwu lub dla polityki biskupa Rzymu.

## Historia
Idea obdarowywania władców europejskich zaszczytem noszenia kapelusza i miecza poświęcanego narodziła się w okresie wypraw krzyżowych za pontyfikatu Aleksandra III. Zwyczaj ten zaczął zanikać w XVIII wieku, a zaniechano go ostatecznie po śmierci papieża Leona XII.
Pierwszym obdarowanym był doża Wenecji, Sebastian Ziani. Ostatnim, który dostąpił tego honoru – delfin Francji, Ludwik Antoni Burbon.
Ceremonia poświęcenia odbywała się zazwyczaj w wigilię Bożego Narodzenia w bazylice św. Piotra w Rzymie. W latach 1177–1726 wysłano dwadzieścia siedem mieczy poświęcanych. Najwięcej trafiło do rąk władców polskich.
Kilka mieczy papieskich stało się insygniami władzy. Miecz poświęcany ofiarowany Jakubowi IV Stuartowi od XVI wieku jest mieczem koronacyjnym królów Szkocji. Miecz  Bogusława X był znakiem władzy książęcej Gryfitów. Miecz Jana III Sobieskiego był mieczem koronacyjnym króla Królestwa Polskiego, Mikołaja I.

## Opis
Miecze papieskie stanowiły jedynie oręż ceremonialny. Ich głownia mogła mieć ponad dwa metry długości. Były wytwornie dekorowane. Rękojeść zdobił herb papieża ofiarodawcy, a na głowni biegł napis z jego imieniem, rokiem pontyfikatu i datą nadania.
Należący do miecza kapelusz, symbolizujący hełm rycerski, miał kształt cylindryczny z dwiema zwisającymi z tyłu wstęgami. Wykonany był z czerwonego aksamitu i ozdobiony naszywanym perłami wyobrażeniem Ducha Świętego pod postacią gołębicy oraz haftem złotym w kształcie promienistego słońca symbolizującym Chrystusa.

## Uhonorowani mieczem poświęcanym
- 1177 Sebastian Ziani
- 1443 Władysław III Warneńczyk
- 1446 Jan II Kastylijski
- 1448 Kazimierz IV Jagiellończyk
- 1497 Bogusław X
- 1507 Jakub IV
- 1509 Maksymilian I Habsburg
- 1510 Władysław II Jagiellończyk
- 1514 Henryk VIII Tudor
- 1525 Zygmunt I Stary
- 1540 Zygmunt II August
- 1580 Stefan Batory
- 1587 Ernest Habsburg
- 1587 Maksymilian III Habsburg
- 1625 Władysław IV Waza
- 1672 Michał Korybut Wiśniowiecki
- 1684 Jan III Sobieski
- 1726 August III Sas
- 1773 Francisco Ximenez de Texada
- 1823 Ludwik (XIX) Burbon

## Zachowane miecze
- Z przesłanych władcom polskim kapeluszy i mieczy poświęcanych do naszych czasów zachowały się:
  - miecz Stefana Batorego - przechowywany na Zamku Królewskim na Wawelu
  - miecz Władysława IV Wazy - przechowywany na zamku Skokloster w Szwecji
  - miecz Jana III Sobieskiego - przechowywany na Zamku Królewskim na Wawelu
  - kapelusz Jana III Sobieskiego - przechowywany na Zamku Królewskim na Wawelu
  - pochwa miecza Jana III Sobieskiego - przechowywana na Zamku Królewskim na Wawelu
  - pas miecza Jana III Sobieskiego - przechowywana na Zamku Królewskim na Wawelu
  - kapelusz Augusta III Sasa - przechowywany w Rüstkammer w Dreźnie
  - pochwa miecza Augusta III Sasa - przechowywana w Rüstkammer w Dreźnie
  - pas miecza Augusta III Sasa - przechowywana w Rüstkammer w Dreźnie

- Miecz poświęcany Jana III Sobieskiego został wykonany z elementów pochodzących z dwóch mieczy. W 1674 roku powstały głownia i rękojeść zamówione przez Klemensa X. Miała to być nagroda za zwycięstwo władcy Rzeczypospolitej pod Chocimiem. Papież ten zrezygnował jednak z wręczenia daru z powodu niezadowolenia z profrancuskiej polityki króla polskiego. Jan III Sobieski otrzymał miecz poświęcany dopiero w 1684 roku po wiktorii wiedeńskiej. Ofiarodawca Innocenty XI w mieczu przesłanym Janowi III Sobieskiemu wykorzystał rękojeść z miecza Klemensa X, nakazał natomiast dorobić nową głownię.

## Literatura
- Jerzy Lileyko. Regalia Polskie. Warszawa 1987. ISBN 83-03-02021-8